# Georg Hermann
Georg Hermann (pseudonym för Georg Hermann Borchardt), född 7 oktober 1871 i Berlin, död 16 november 1943 i Auschwitz, var en tysk författare.
Motiven i så gott som alla Hermanns böcker är hämtade från biedermeiertidens judiska kretsar i Berlin och Potsdam. Som hans främsta verk märks Jettchen Gebert (1906, svensk översättning Jette Geberts historia 1910), som även dramatiserats. Nämnas kan också fortsättningen på samma berättelse, Henriette Jacoby (1908, svensk översättning 1910).
Romanerna Kubinke (1910), Die Nacht des Dr. Herzfeld (1912), krigsskildringen Schnee (1921) och Grenadier Wordelmann (1930) brändes under bokbålen runt om i Nazityskland 1933.

## Böcker på svenska
- Jette Geberts historia (översättning Hanny Flygare, Geber, 1910) (Jettchen Gebert)
- Henriette Jacoby: Jetta Geberts äktenskapshistoria (översättning Hanny Flygare, Geber, 1910) (Henriette Jacoby)
- Kubinke (översättning Ernst Lundquist, Geber, 1911)
- Jette Gebert (översättning Dan Johansson, Union, 1928)